# Arrampicata su albero

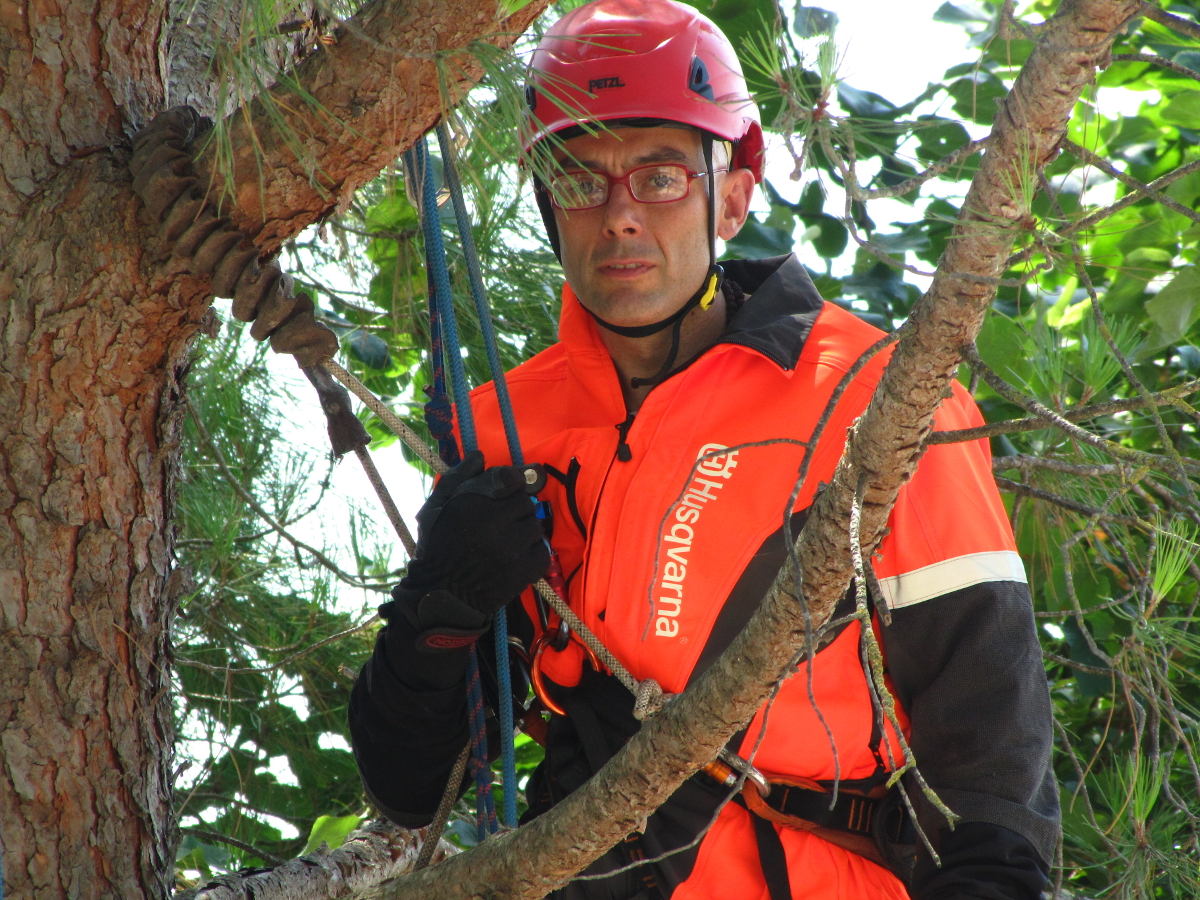
Arrampicatore su albero

L'arrampicata su albero (in inglese tree climbing) è una tecnica di arrampicata che consente di accedere alla chioma dell'albero e muoversi, in sicurezza passando da un ramo all'altro imbragati al suo interno. La tecnica è nata negli USA e, in seguito, si è diffusa anche in Europa.

## La tecnica
La tecnica dell'arrampicata su albero è principalmente impiegata per eseguire operazioni di potatura, abbattimento, consolidamento o ancoraggio di piante d'alto e medio fusto. 
L'operatore è vincolato, per mezzo di un'imbracatura ad una corda doppia ancorata alla pianta stessa quanto più in alto possibile.
Questa tecnica consente di eseguire gli interventi dall'interno della chioma arrivando, così, dove gli operatori su piattaforme elevatrici ed autogrù non possono arrivare e avendo la possibilità di operare i tagli, a mano o con il supporto di motoseghe, nel punto esatto.
L'arrampicata su albero utilizza tecniche di movimentazione su corda per permettere di muoversi sia verticalmente (risalita e discesa) che orizzontalmente (movimentazione in chioma).
Le corde vengono installate da terra mediante il lancio di appositi sacchetti da lancio dal peso oscillante fra i 250 ed i 400 grammi, questi "pesetti" vengono lanciati a mano o mediante fionde di grosse dimensioni, vengono collegati ad un cordino (o sagolino) di piccolo diametro, a questo poi viene annodata la corda che servirà per la movimentazione dell'operatore.
L'arrampicata su albero, oltre ad un metodo di lavoro (normato dal D.Lgs 81/08 art. 116) è anche una disciplina sportiva, della quale si svolgono regolarmente campionati nazionali ed internazionali.
In Italia, dove venne introdotto come tecnica di lavoro nei primi anni ottanta, il campionato nazionale si tiene dal 1995.